# ويكي فيت
{{بطاقة موقع ويب|name=ويكي فيت|logo=File:WikiVetLogo.jpg|screenshot=File:WikiVet screenshot 2012.jpg|caption=لقطة شاشة للصفحة الرئيسية|url=الموقع الرسمي

ويكي فيت هو ويكي للمحتوى البيطري يعتمد على منصة ميدياويكي. الموقع عبارة عن مبادرة تعاونية بين مختلف المدارس البيطرية، ويغطي محتواه المنهاج البيطري بأكمله. ويكي فيت جزء من مؤسسة ويكي فيت التعليمية (منظمة خيرية مسجلة في المملكة المتحدة برقم 1160546).
يتطلب الوصول الكامل إلى ويكي فيت تسجيلًا مجانيًا، وهو متاح للأطباء البيطريين وطلاب الطب البيطري وفنيي الطب البيطري. باستثناء المحتوى المتعلق تحديدًا بالمناهج البيطرية، يتم تأليف المقالات من قبل الطلاب أو الأطباء البيطريين، وبعد ذلك راجعها الأقران المتخصصون في الموضوع.

## تاريخ
تأسست ويكي فيت في عام 2007 لتوفير الوصول عبر الإنترنت إلى منهج جامعي بيطري شامل. تم تشكيل الكونسورتيوم في البداية من قبل ثلاث مدارس بيطرية في المملكة المتحدة، الكلية الملكية للطب البيطري في لندن، والكلية الملكية للطب البيطري بجامعة إدنبرة، وقسم الطب البيطري بجامعة كامبريدج، وانضمت لاحقًا إلى كلية الطب البيطري بجامعة نوتنغهام. الطب البيطري والعلوم.
تم تمويل ويكي فيت في البداية من قبل أكاديمية التعليم العالي ولجنة أنظمة المعلومات المشتركة. يشمل الرعاة التجاريون اللاحقون مارس بيتكير، ثقة متلازمة تضيق الأوعية الدماغية العكسية، تحالفات فايزر العالمية،  شيئا ما، و ملاذ الحمير.
في عام 2010، كان لدى ويكي فيت 6000 مستخدم مسجل. تم إطلاق نسخة باللغة الإسبانية في مايو 2011. وجدت دراسة استقصائية لطلاب السنة الأولى ا في الطب البيطري في إسبانيا، أجريت عندما كان متاحًا فقط نسخة اللغة الإنجليزية من ويكي فيت، وجدت أن 9% قد استخدموا ويكي فيت. في دراسة استقصائية للأطباء البيطريين وطلاب الطب البيطري في ألمانيا، ذكرت في عام 2013، 8% من المجيبين استخدام ويكي فيت، مقارنة مع 96% الذين استخدموا ويكيبيديا. في عام 2016، كان لدى ويكي فيت 50.000 مستخدم مسجل من أكثر من 130 دولة.

## روابط خارجية
- الموقع الرسمي